# Jill Sudduth
Jill Sudduth (Baltimore, 9 de setembro de 1971) é uma ex-nadadora sincronizada estadunidense, campeã olímpica.

## Carreira
Jill Sudduth representou seu país nos Jogos Olímpicos de 1996, ganhando a medalha de ouro por equipes. 